# Aoki Konyō

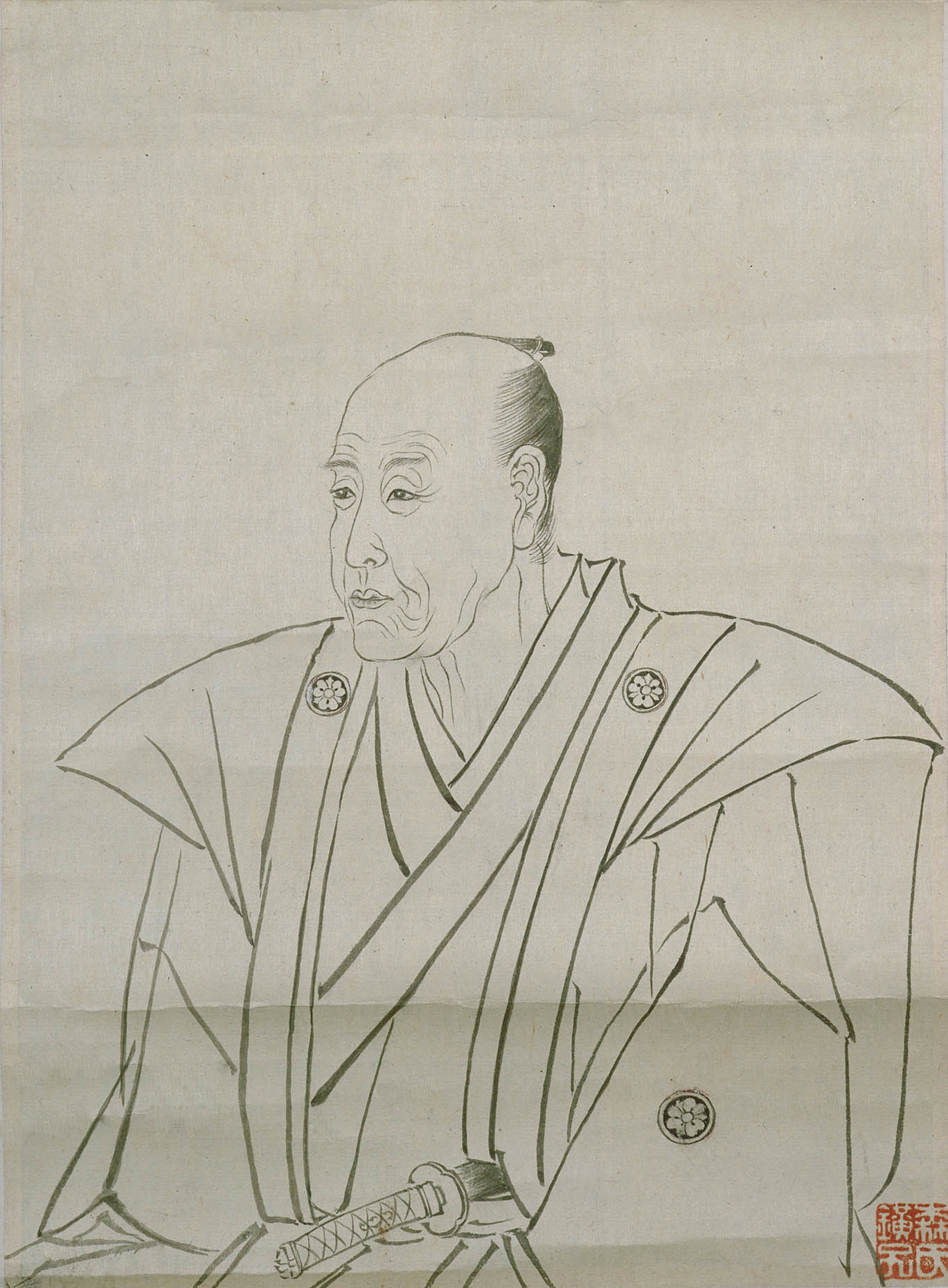
Porträt von Aoki Konyō. Kamishimo und Schwert zeigen die soziale Stellung an.

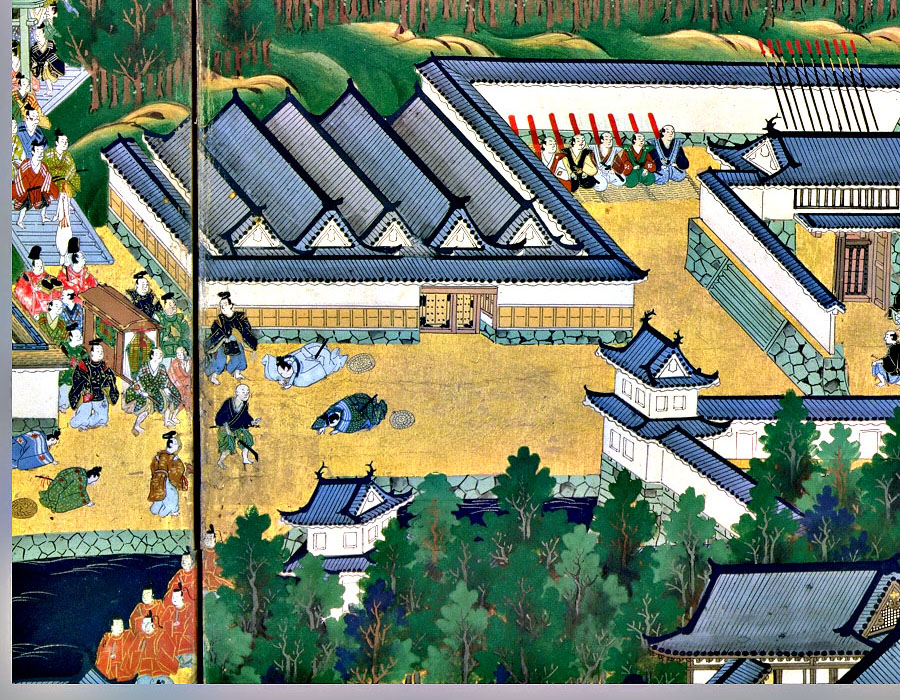
Gebäude der Bibliothek Momijiyama-bunko im Schloss zu Edo

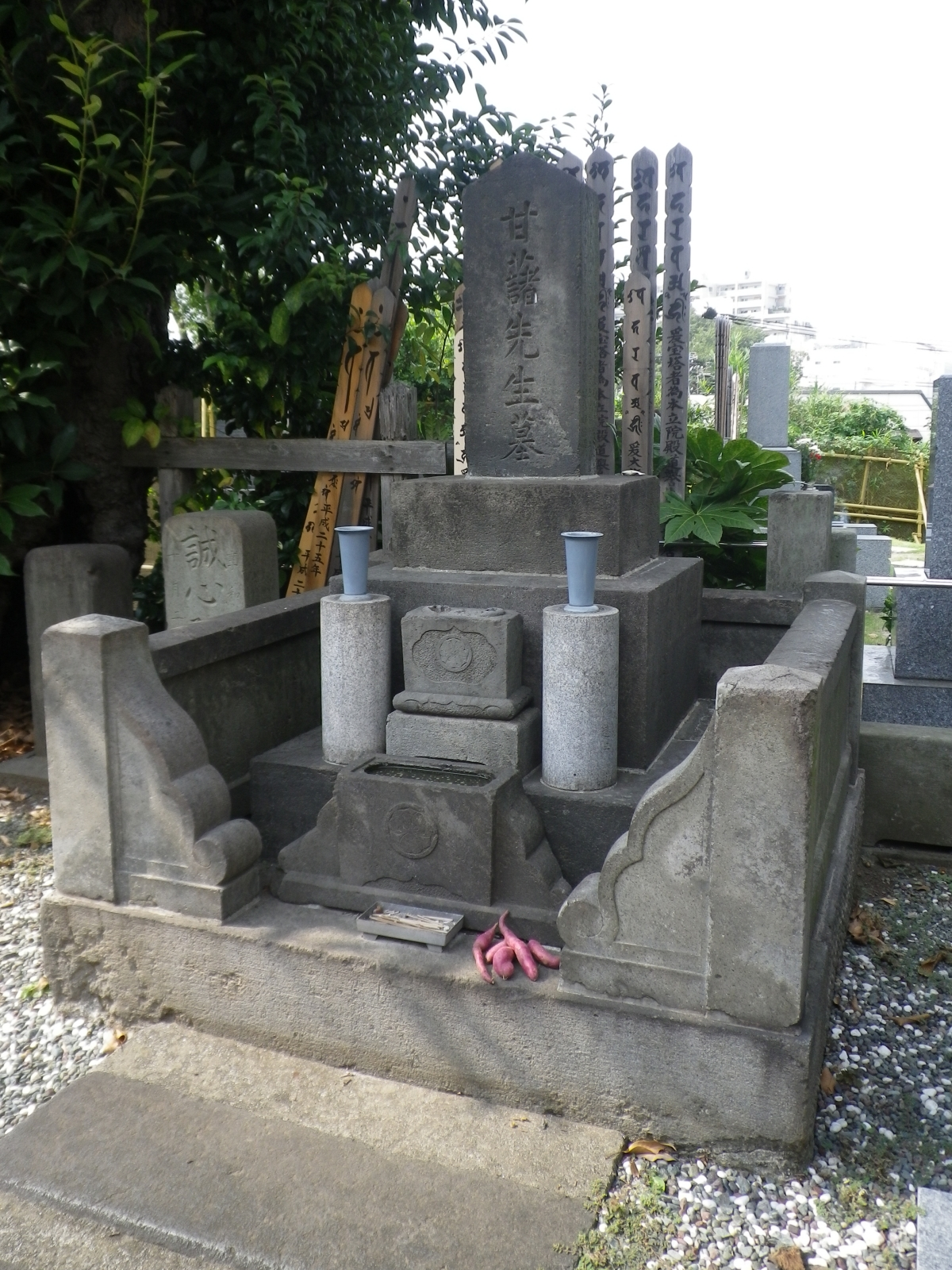
Aokis Grab im Ryūsen-Tempel (Ryūsen-ji, Tokyo)

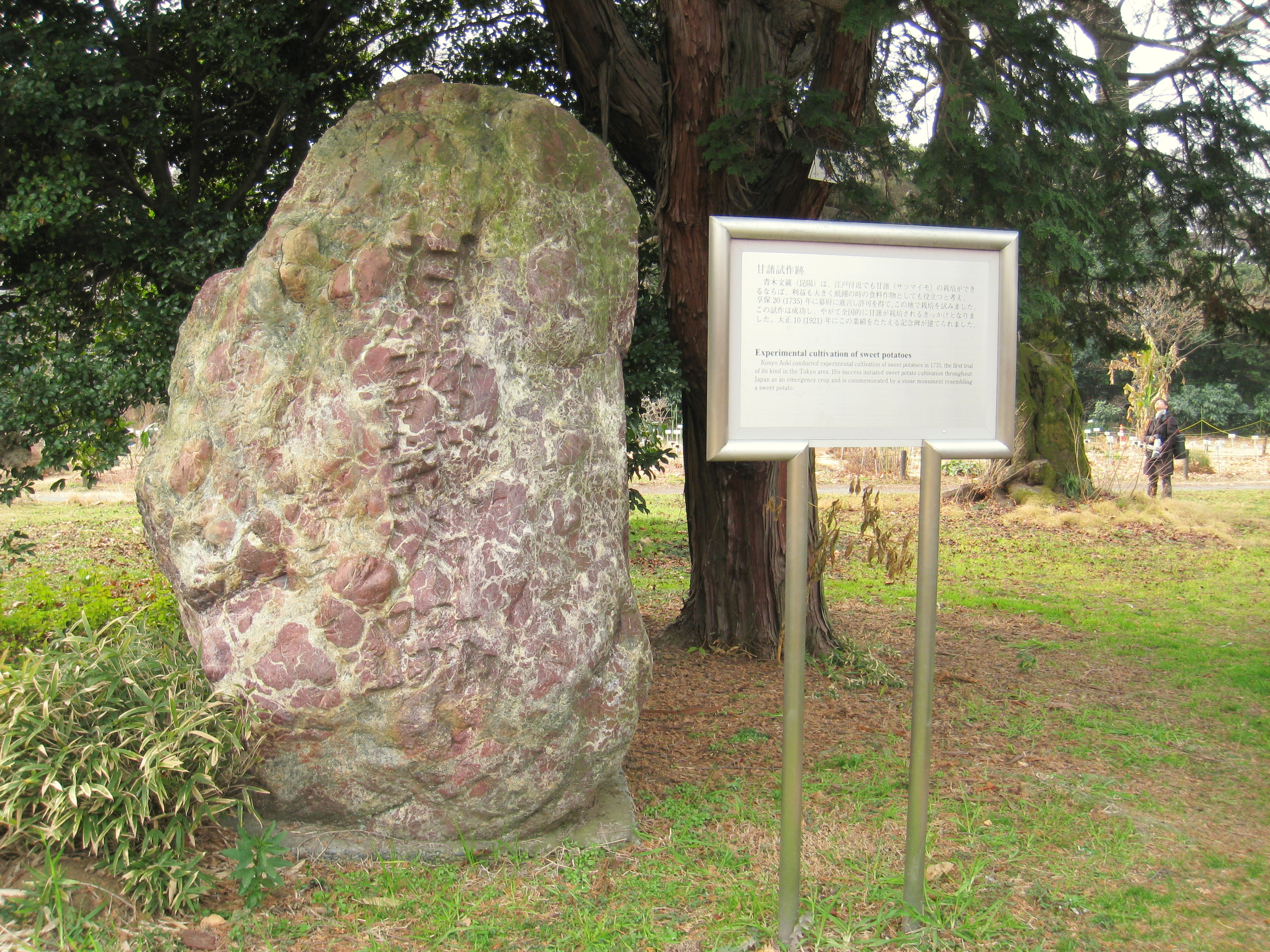
Gedenkstein für die Einführung der Süßkartoffel im Botanischen Garten Koishikawa (Tokyo)

Aoki Konyō (jap. 青木 昆陽; * 19. Juni 1698 in Edo, Japan; † 9. November 1769 im Dorf Shimomeguro (Provinz Musashi)) war ein Konfuzianer und niederer Vasall der Tokugawa-Regierung, dessen Sprachstudien den Weg zur Entfaltung der   einheimischen „Hollandkunde“ (Rangaku) des 18. Jahrhunderts eröffnete. Er ist auch für die Verbreitung der Süßkartoffel (Satsuma-imo) bekannt.

## Bildungsweg
Aoki Konyō wurde in Edo (heute Tokyo), im Stadtviertel Nihonbashi, als erster Sohn des Fischhändlers Tsukudaya Han’emon (佃屋 半右衛門) geboren. Über seine Kindheit und den frühen Bildungsweg ist nichts bekannt. Später studierte er Konfuzianismus in Kyōto bei Itō Tōgai (1670–1738), dem Sohn und Nachfolger des berühmten konfuzianischen Philosophen Itō Jinsai. Zurück in Edo erhielt er durch Fürsprache und Bürgschaften 1733 Zugang zur Hofbibliothek (Momijiyama-bunko 紅葉山文庫) im Schloss.

## Verbreitung der Süßkartoffel
In Japan kam es infolge von Missernten immer wieder zu Hungersnöten. So auch in den Jahren 1732/33. Auf der Insel Ōmishima in der Seto-Inlandsee jedoch entging man dieser Katastrophe, weil man 1711 eine vergleichsweise wetterunanfällige Erdfrucht aus der südlichen Provinz Satsuma angebaut hatte. Diese war im 16. Jahrhundert aus Amerika über die Philippinen nach China gekommen. Um die Jahrhundertwende verbreitete sie sich in Ryūkyū (heute die japanische Präfektur Okinawa) und von dort in Satsuma, das den südlichen Nachbarn 1609 in ein Abhängigkeitsverhältnis gezwungen hatte.
1635 brachte Aoki seine „Gedanken über den Barbaren-Yams“ (Banshokō) zu Papier, die das Interesse in Regierungskreisen auf sich zogen. Im folgenden Jahr wurde er zum „Beauftragten für die Satsuma-Rübe“ (Satsuma-imo goyōkakari) ernannt. Mit dieser Position als niederer Vasall der Regierung war er aus der Schicht der Kaufleute in die der Samurai aufgestiegen. Nach dem erfolgreichen Anbau im Koishikawa-Kräutergarten der Regierung und zwei Dörfern namens Makuwari und Fudōdō verbreitete sich der Anbau von Süßkartoffeln im Raum Kantō, was sich in späteren Hungerepidemien als überaus hilfreich erwies. Im heutigen Makuhari (Präfektur Chiba), wo einst das Dorf Makuwari lag, errichtete man einen Shintō-Schrein für Aoki. Auf dem Gebiet des ehemaligen Dorfes Fudōdō, sowie im Botanischen Garten Koishikawa, einst der Kräutergarten der Tokugawa, steht ein Gedenkstein.

## Weitere Karriere
1739 wurde Aoki mit dem Erwerb von Büchern und Schriften betraut (Goshomotsu goyōtatsu). In dieser Funktion untersuchte er historisches Schrifttum in der Provinz Kai, der Provinz Shinano und der Provinz Mikawa usw., fertigte Kopien an und fasste diese unter dem Titel „Alte Schriften in einigen Provinzen“ (Shoshū komonjo) zusammen.
1740 erhielten er und der Arzt und Kräuterspezialist Noro Genjō (野呂 元丈, 1693–1761) die Anweisung, die niederländische Sprache zu erlernen. Seit der Mitte des 17. Jahrhunderts war die Sprachmittelung zwischen Japan und der Handelsniederlassung der Niederländischen Ostindien-Kompanie in Nagasaki (Dejima) die Domäne einer Gruppe von „Holland-Dolmetschern“ (oranda-tsūji), die, vom lokalen Gouverneur ernannt und überwacht, beim Ausscheiden aus dem Dienst ihr Amt an einen ihrer leiblichen oder adoptierten Söhne vererbten. Unter dem 8. Shōgun Tokugawa Yoshimune der Tokugawa-Dynastie versuchte man, das Wissen der Europäer intensiver zu nutzen und lockerte u. a. die bis dato beschränkten Importe westlicher Fachliteratur. Zwar gab es in Nagasaki Dolmetscherfamilien, die beachtliche Kenntnisse und Materialien vor allem zur westlichen Medizin akkumuliert hatten und diese in kleinen Privatschulen weitergaben. Doch strebte man nunmehr eine intensive und weiträumige Erschließung durch Fachleute an. Zusammen mit Noro zog Aoki für kurze Zeit nach Nagasaki und ließ sich von Dolmetschern unterweisen. Danach widmete er sich dem Selbststudium importierter Bücher und verfasste Einführungen in die niederländische Sprache und Schrift. Auch Noro wurde ähnlich aktiv und fertigte fragmentarische Übersetzungen aus niederländischen Werken zur Natur- und Kräuterkunde an. Beide kamen über vergleichsweise rudimentäre Sprachkenntnisse und grobe Übersetzungen nicht hinaus, doch handelte es sich um zwei konfuzianische Gelehrte, die sich der fremden Wissenschaft mit Unterstützung des Hofes widmen. Damit wurden sie zum Vorbild für andere Gelehrte und leiteten als Katalysator das Studium westlicher Schriften außerhalb Nagasakis ein.
1744 hatte man ihn zum Feuerwächter der Bibliothek (Momijiyama hi no ban 紅葉山日番) ernannt. Drei Jahre später wurde er zum Konsultationsamt (Hyōjōsho 評定所) der mächtigen Reichsräte versetzt. Mit der Ernennung zum Verwalter der Hofbibliothek Momijiyama-bunko erreichte seine Karriere 1767 ihren Höhepunkt. In dieser Funktion (shomotsu-bugyō) war er zusammen mit vier Amtskollegen für den Ausbau und die Überprüfung des Inhalts verantwortlich. Hierüber führten sie ein Diensttagebuch.
1769 starb er während einer Virusgrippen-Epidemie im Alter von 72 Jahren.
Den Altersmemoiren „Beginn der Hollandstudien“ (Rangakukoto hajime) des Hollandkundlers und Arztes Sugita Gempaku zufolge unterwies Aoki in seinen späten Jahren den Arzt Maeno Ryōtaku der Domäne Nakatsu, der ein starkes Interesse an Sprachstudien entwickelt hatte und sich später als Hauptübersetzer der „Anatomischen Tabellen“ des Johann Adam Kulmus historische Verdienste erwarb.

## Schriften (Auswahl)
- Shoshū komonjo, 諸州古文書
- Banshokō, 蕃薯考
- Oranda bunyaku, 和蘭文訳
- Sōro zatsudan, 1738 草盧雑談
- Oranda moji ryakkō, 和蘭文字略考 (gedruckt 1917)
- Keizai sanyō, 経済纂要
- Kansho no ki, 1745 『甘藷記』延享2年刊